# Ерик Фрај
Ерик Фрај (енгл. Eric Fry; 14. септембар 1987) професионални је рагбиста и репрезентативац САД, који тренутно игра за премијерлигаша Њукасл Фалконс. Висок 193 цм, тежак 120 кг, Фрај је пре Њукасла играо за Манавату и Лондон Шкотиш. За америчке орлове је до сада одиграо 36 тест мечева и постигао 15 поена.